# Léonie Barillot-Bonvalet
Pour les articles homonymes, voir Barillot et Bonvallet.
Léonie Barillot-Bonvalet, née Léonie Barillot le 7 septembre 1853 à Montigny-lès-Metz et morte le 12 décembre 1901 à Paris, est une peintre de fleurs française.

## Biographie

### Jeunesse et famille
Léonie Barillot naît en 1853 à Montigny-lès-Metz, fille d'Eugène Barillot, négociant, et Élisabeth Cablan, son épouse. Elle a un frère aîné, Léon, né en 1844 et futur peintre animalier. Elle fait ses études à Metz, à la pension des demoiselles Minaglia et commence son apprentissage du dessin avec Mme Faivre. Après l'annexion par l'Allemagne de l'Alsace-Moselle, les Barillot s'installent à Paris, où leur fille poursuit ses études artistiques.
En 1880, établie avec ses parents au 83 bis, rue La Fayette à Paris, Léonie Barillot épouse Jules Bonvalet, courtier en vins, fils de Théodore-Jacques Bonvalet, restaurateur et ancien maire du 3e arrondissement de Paris.
Elle réside successivement 16 rue de la Tour-d’Auvergne (1880), 14 avenue de la République (1881-1885), 1 boulevard Henri-IV (1886-vers 1895), et enfin 46 avenue Niel jusqu'à la fin de sa vie.

### Carrière
Devenue élève de son frère, ainsi que de Jules Lefebvre et Benjamin-Constant, elle expose pour la première fois, au Salon de Paris de 1878, un tableau de roses et giroflées, puis présente presque chaque année au Salon une ou deux peintures de fleurs. Dans Le Salon, dix ans de peinture, Gustave Haller écrit à son propos : « Le nom de Barillot ne saurait s'attacher qu'à de belles choses ».
Léonie Barillot-Bonvalet meurt prématurément à l'âge de 48 ans, dans son appartement de l'avenue Niel, et est inhumée au cimetière du Père-Lachaise. La notice nécrologique parue dans le Bulletin des sociétés artistiques de l'Est souligne que « ses peintures étaient toujours d'une rare finesse et d'un sentiment exquis qui ne laissaient pas que d'être remarquées. C'était, au dire de ceux qui ont vécu dans son intimité, une nature très artiste qui n'a pas pu donner toute sa mesure, car, mère admirable et dévouée, elle ne consacrait à la peinture que les rares instants de liberté que lui laissaient les soins donnés par elle à l'éducation de ses enfants.
Elle était membre de la Société des artistes français. »
Le tableau Giroflées roses et blanches, donné par Alphonse de Rothschild au musée de la Chartreuse de Douai en 1899, ayant disparu pendant la guerre, aucune des œuvres de Léonie Barillot-Bonvalet ne semble figurer dans les collections publiques.

## Œuvres
- Rose et Giroflées, Salon de 1878
- Chrysanthèmes, Salon de 1879
- Roses et Azalées, Salon de 1879 (no 147), vente à Drouot le 14 février 2016 (lot no 42)[13]
- Chrysanthèmes, Salon de 1880
- Roses trémières, Salon de 1880
- Fleurs de printemps, Salon de 1881
- Fleurs d’automne, Salon de 1881
- Camélias et Azalées, Salon de 1882
- Chrysanthèmes, Salon de 1882
- Azalées et Jonquilles, Salon de 1883
- Giroflées, Salon de 1884
- Roses et Lilas, Salon de 1884
- Camélias et Pensées, Salon de 1885
- Azalées, Salon de 1886
- Fleurs, Salon de 1886
- Fleurs narcisses, Exposition internationale de 1887, Toulouse
- Fleurs, Salon de 1887[1]
- Pavots et Roses, Salon de 1889
- Roses et Giroflées, Salon de 1889
- Fleurs, Salon de Mulhouse de 1890
- Chrysanthèmes, Salon de 1890
- Pensées, Salon de 1890
- Fleurs de serre, Salon de 1891
- Violettes de Parme, Salon de 1892
- Pensées, Salon de de Mulhouse de 1893
- Tulipes, Salon de 1893
- Cocardeaux, Salon de 1894
- Œillets, Salon de 1895
- Roses et Œillets, Salon de 1897
- Roses et Renoncules, Salon de 1898
- Anémones, Salon de 1899
- Giroflées roses et blanches, Salon de 1899 (no 236), musée de la Chartreuse de Douai, don Alphonse de Rothschild 1899, inv. 2026, œuvre disparue pendant la guerre[10],[11]
- Roses, Salon de 1900
- Fleurs, Salon de 1901